# Vorhelm
Vorhelm è una frazione di Ahlen, nel land tedesco della Renania Settentrionale-Vestfalia. 
Comune autonomo fino al 1968, il suo territorio fu incorporato in quello di Sendenhorst e poi in quello di Ahlen (1975).